# Rejon kabański
Rejon kabański (ros. Кабанский район; bur. Хабаансха (Кабанскын) аймаг) – rejon w azjatyckiej części Rosji, wchodzący w skład Republiki Buriacji. Stolicą rejonu jest Kabańsk (6,4 tys. mieszkańców). Rejon został utworzony 26 września 1927 roku.

## Położenie
Rejon zajmuje powierzchnię 13 470 km ². Położony jest w centralnej części Republiki Buriacji, na południowo-wschodnim brzegu jeziora Bajkał. Na terenie rejonu znajduje się rozległa delta rzeki Selenga przy jej ujściu do Bajkału.

## Ludność
Rejon zamieszkany jest przez 64 495 osób (2006 r.). Struktura narodowościowa rejonu przedstawia się następująco:
- Rosjanie – 92,1%
- Buriaci – 5,1%
- Ukraińcy – 0,7%
- Tatarzy – 0,5%
- Azerowie – 0,4%
- Ormianie – 0,2%
- Białorusini – 0,2%
- Niemcy – 0,2%
- pozostali – 0,6%

Średnia gęstość zaludnienia w rejonie wynosi 4,82 os./km².

## Podział administracyjny
Rejon podzielony jest na 4 miejskie osiedla i 15 wiejskich osiedli. Na terenie rejonu znajduje się 58 skupisk ludności.

### Osiedla miejskie
| Nazwa osiedla miejskiego                          | Ośrodki administracyjne |
| ------------------------------------------------- | ----------------------- |
| Babuszkinskoje (Бабушкинское городское поселение) | Babuszkin (Бабушкин)    |
| Kamienskoje (Каменское городское поселение)       | Kamiensk (Каменск)      |
| Selenginskoje (Селенгинское городское поселени)   | Seleginsk (Селенгинск)  |
| Tanchojskoje (Танхойское городское поселение)     | Tanchoj (Танхой)        |

### Osiedla wiejskie
| Nazwa osiedla wiejskiego                                      | Ośrodki administracyjne               |
| ------------------------------------------------------------- | ------------------------------------- |
| Bajkało-Kudarinskoje (Байкало-Кударинское сельское поселение) | Kudara (Кудара)                       |
| Brjanskoje (Брянское сельское поселение)                      | Trieskowo (Тресково)                  |
| Wydrinskoje (Выдринское сельское поселение)                   | Wydrino (Выдрино)                     |
| Kabanskoje (Кабанское сельское поселение)                     | Kabańsk (Кабанск)                     |
| Koliesowskoje (Колесовское сельское поселение)                | Bolszoje Koliesowo (Большое Колесово) |
| Korsakowskoje (Корсаковское сельское поселение)               | Korskaowo (Корсаково)                 |
| Krasnojarskje (Красноярское сельское поселение)               | Krasnyj Jar (Красный Яр)              |
| Ojmurskoje (Оймурское сельское поселение)                     | Ojmur (Оймур)                         |
| Ranżurowskoje (Ранжуровское сельское поселение)               | Ranżurowo (Ранжурово)                 |
| Suchinskoje (Сухинское сельское поселение)                    | Suchaja (Сухая)                       |
| Tworogowskoje (Твороговское сельское поселение)               | Szigajewo (Шигаево)                   |
| Szierginskoje (Шергинское сельское поселение)                 | Sziergino (Шергино)                   |
| Kljujewskoje (Клюевское сельское поселение)                   | Kljujewka (Клюевка)                   |
| Bolszerieczienskoje (Большереченское сельское поселение)      | Bolszaja Rieczka (Большая Речка)      |
| Posolskoje (Посольское сельское поселение)                    | Posolskoje (Посольское)               |